# ليزي غرين
اسمها الحقيقي اليزابيث آن غرين (بالإنجليزية: Elizabeth Anne Greene)‏ هي ممثلة أمريكية ولدت في يوم 1 مايو 2003، بدأت التمثيل في سنة 2014 ومثلت في عدة مسلسلات وأفلام مثل مسلسل مليون شيء صغير ونيكي ريكي ديكي ودون وفازت بعدة جوائز.